# 1,4-Difluorbutano
1,4-Difluorbutano ou 1,4-difluorobutano é o composto orgânico de fórmula C4H8F2, SMILES C(CCF)CF e massa molecular 94,103104. Apresenta ponto de ebulição 77,8 °C e densidade 0,9767 g/mL. É uma substância irritante. É classificado com o número CAS 372-90-7, CBNumber CB1680353 e MOL File 372-90-7.mol.